# Cascades Leichhardt
Les cascades Leichhardt són unes cascades del riu Leichhardt a la regió del Golf Country de la regió del nord-oest de Queensland, Austràlia.
Les cascades es localitzen aproximadament a 50 km aigües amunt des del punt on el riu arriba al golf de Carpentària. Les cascades varien de intensitat, d'un torrent d'aigua durant l'estació humida fins a un petit degoteig durant l'estació seca. Les cascades no són conegudes per la seva alçada sinó per la seva naturalesa escalonada i amplitud.
El nom de les cascades és en honor de l'explorador i naturalista alemany Ludwig Leichhardt.